# Viola nebrodensis
Viola nebrodensis är en violväxtart som beskrevs av Karel Presl. Viola nebrodensis ingår i släktet violer, och familjen violväxter. Inga underarter finns listade i Catalogue of Life.

## Bildgalleri

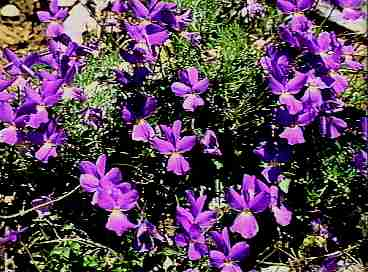